# Pachystoma
Pachystoma es un género que tiene asignada 26 especies de orquídeas, de hábitos terrestres. Es originario del sudeste de Asia.

## Descripción
Son especies terrestres con rizoma tuberoso subterráneo, algunas veces ramificado del que se eleva una simple hoja y una inflorescencia erecta con muchas flores, que florece cuando la hoja muere. Las flores son recogidas con sépalos y pétalos libres, tienen un labio tri-lobulado con ocho polinias.

## Distribución
Se encuentran en el sudeste de Asia en India, Indonesia, China, Nueva Guinea, Australia y Nueva Caledonia.

## Taxonomía
El género fue descrito por Carl Ludwig Blume y publicado en Bijdragen tot de flora van Nederlandsch Indië 8 376. 1825.

## Especies
| - Pachystoma affine - Pachystoma angustifolium - Pachystoma brevilabium - Pachystoma chinensis - Pachystoma edgworthii - Pachystoma formosanum - Pachystoma fortuni - Pachystoma gracile - Pachystoma hirsuta - Pachystoma holtzei - Pachystoma josephi - Pachystoma lindleyanum - Pachystoma malabaricum | - Pachystoma montanum - Pachystoma pantanum - Pachystoma papuanum - Pachystoma parvifolium - Pachystoma pubescens - Pachystoma rothschildianum - Pachystoma senile - Pachystoma smithianum - Pachystoma speciosum - Pachystoma thompsoni - Pachystoma thompsonianum - Pachystoma thomsonianum - Pachystoma wightii |